# Обтово
Обтово (укр. Обтове) — село, Обтовский сельский совет, Кролевецкий район, Сумская область, Украина.
Код КОАТУУ — 5922686801. Население по переписи 2001 года составляло 1504 человека.
Является административным центром Обтовского сельского совета, в который, кроме того, входят сёла Губаревщина и Погореловка.

## Географическое положение
Село Обтово находится на левом берегу реки Реть которая через 8 км впадает в реку Десна, выше по течению на расстоянии в 4 км расположено село Реутинцы, ниже по течению на расстоянии в 2,5 км расположено село Погореловка, на противоположном берегу — село Губаревщина.

## История
Более 400 лет назад среди лесов и озёр на левом берегу р. Реть было основано небольшое поселение. Его жители занимались охотой, рыболовством, обработкой земли и торговлей. Закупали зерно в соседних сёлах и оптом продавали его, сплавляя баржами в другие места по реках Мазурка и Реть. Поэтому название села происходит от оптовой торговли.
Село находилось в собственности польского пана Франциска Вишлы, о чём утверждают документы Черниговской епархии. В 1689 г. село было передано во владение украинскому сотнику Петру Михайловичу Забеле. У 1708 году село сожжено Мазепой, но снова возродилось, и в 1717 году в селе проживало 174 семьи крепостных. Во время правления Забелы в селе построено 7 водяных мельниц, 2 суконные валяльни. Своей дочери Харитоне Забела взял в наймы полковника Иваненко, которому и передал свои владения.
Население росло, село расстраивалось. За время правления Иваненко построено 2 сахарных и 3 водочных завода.
В первой половине XVII ст. в с. Обтово открыта церковь. В 1781 г. священник нашел под престолом храма антимис, освященный митрополитом Петром Могилой. Известно что П. Могила умер в 1674 г., поэтому вполне вероятно, что храм Рождества Богородицы существовал в селе и раньше, даже тогда, когда селом владел польский шляхтич Вишла.
История села неотделима от развития образования. А начинается история развития школы в 1854 году. Основанная предводителем дворянства школа грамоты больше напоминала крестьянскую кладовую, и учились в ней лишь дети богачей, торговцев, барских управляющих. Через 10 лет церковно-приходская школа перешла уже в другое помещение. И когда в 1884 году открылась земская одноклассная школа, её первой учительницей стала Марфа Иваницкая, которая проработала в Обтово 70 лет. За самоотверженный труд М. К. Иваницкой в 1948 году было присвоено звание заслуженного учителя РСФСР и вручен орден Ленина. В 2003 году благодарные потомки установили на стене школы мемориальную доску.
В 1900 г. в Обтово проживал потомок Харитины Иваненковой — господин Иваненко, о котором народ сохранил добрую славу. Помещик собственной семьи не имел, но, будучи человеком верующим, в 1901 г. за собственные средства построил красивую церковь с восемью куполами и восемью колоколами (7 маленьких и один большой, отлитый по специальному заказу, массой 140 пудов (2240 кг)).
После революции в 1917 г. помещичья земля была разделена между крестьянами, но мирному труду помешала гражданская война.
В 1927 г. ВКП(б) приняла решение о коллективизации крестьянских хозяйств. В 1929 г. инициативная группа стала зачатком создания колхоза. В 1930 г. в Обтово создана первая сельскохозяйственная артель «13-летие Октября». В 1932 г. образован колхоз «1 мая». В 1933 г. советская власть решила разрушить церковь. Сначала были сняты колокола и кресты и вывезены в неизвестном направлении. В 1934 −1936 гг. церковь разрушена полностью. В 1936 г. 360 дворов крестьян объединились в колхоз «Красный октябрь».
2 сентября в 1941 г. село оккупировано немцами. Часть колхозного имущества была эвакуирована, а часть отнята немцами. Ровно через 2 года, 2 сентября в 1943 г. село освобождено от оккупантов.
Уроженцы села Обтово прославились и в годы войны, и в мирное время. Гордостью села является человек-легенда — летчик Григорий Храпай. За период войны было совершено 327 таранов, но 23 июня 1941 года он это сделал впервые. Так, ценой своей жизни, наш земляк выполнил боевое задание.
В 1951 г. колхозы с. Обтово были объединены в один «Заря коммунизма». В 1968 г. этот колхоз объединился с колхозом «Газета» Правда "" из соседнего с. Погореловка в один — им. Калинина (с 2000 г. ООО «Десна»).

## Наше время
На сегодня на территории сельского совета действуют общеобразовательная школа I—III степеней, детское дошкольное заведение. На территории сельского совета функционируют Дом культуры, 2 медицинских учреждения : фельдшерский пункт в с. Погореловка, АЗПСМ в с. Обтово, аптека, отделение связи.
В 2000 году на базе колхоза им. Калинина было создано ООО «Десна». Сельхозпредприятие специализируется на выращивании зерновых, овощных культур, развивает мясо-молочное производство, обрабатывает до 6 тыс. га земли.
Многие местные жители добросовестно трудится в ООО «Десна» — на полях и фермах. Из малоперспективной выросла новая молочно-товарная ферма, где работают около 30 человек. Сейчас здесь содержатся 300 коров, и уже в ближайшее время планируется довести численность до 500, и на это есть все предпосылки. Надой на корову в прошлом году составил почти 5,5 тыс. кг (предполагается рост до 6 тыс. кг, что достижимо благодаря прочной кормовой базе, отношению к работе персонала).
Умеют крестьяне работать, умеют и отдыхать. В 2011 году, впервые после двадцатилетнего перерыва в селе был организован праздник проводов зимы. Также в селе действует женский вокальный коллектив СБК «Калина».

## Персоналии
- Храпай Григорий Архипович — военный летчик, на третий день Великой Отечественной войны осуществил первый таран по наземной цели. За этот подвиг он посмертно награждён Орденом Красной Звезды.
- Иваницкая Марфа Кирилловна — учительница, проработала в одноклассной земской школе с 1884 года 67 лет. В 1948 году за самоотверженный труд награждённая орденом Ленина, а в 1952 г. ей присвоено звание «Заслуженный учитель Украинской ССР»
- Шевченко Михаил Васильевич — украинский поэт. Родился 19 августа 1947 года в селе Обтово. Воспел в своих стихах родное село и Украину.